# Suchoi Su-80
Die Suchoi Su-80 (russisch Сухой Су-80) ist ein leichtes bis mittleres Mehrzweckflugzeug aus Russland, das von zwei Propellerturbinen angetrieben wird. In manchen Quellen wird dieser Flugzeugtyp auch als „S-80“ bezeichnet.

## Geschichte
Auf dem 38. Aerosalon in Le Bourget 1989 wurde erstmals ein Modell des Turboprop-Transporter Suchoi S-80 gezeigt. Die Maschine wurde vom Suchoi-OKB und der Flugzeugfabrik in Komsomolsk/Amur im Rahmen des „konversija“-Programms entwickelt. Sie wurde u. a. als Ersatz für die zahlreichen An-24/26, An-28 und Jak-40 konzipiert und steht in Konkurrenz zur Antonow An-38.
Zum Erstflug sollte die S-80 bereits Ende 1990 starten. Aus Geldmangel wurde das S-80-Programm für einige Jahre zurückgestellt. Schließlich wurde die kombinierte Fracht-/Passagierversion Su-80GP als Prototyp gebaut, der Anfang 1998 zum Erstflug starten sollte. Aber wieder verzögerte sich das Programm. Der Prototyp wurde auf der MAKS 2001 in Schukowski bei Moskau ausgestellt.
Am 4. September 2001 startete Igor Wotinzew mit dem Prototyp (82911) zum Erstflug.
Anfang 2006 sollte die Su-80 bei der KnAAPO in Komsomolsk am Amur in Serie gehen. Es wurden jedoch nur weitere drei Maschinen produziert, die bei der russischen Küstenwache und Feuerwehr im Einsatz stehen. Anschließend wurde das Programm eingestellt und Suchoi konzentrierte sich auf den Superjet 100.
2012 forderte der russische Ministerpräsident Medwedew eine neue russische Maschine für den Regionalverkehr. Der Vize-Finanzchef von Suchoi, Jewgeni Konkow, erklärte daraufhin, dass Suchoi bereit sei, das Projekt Su-80 wieder aufzunehmen. Dazu ist es bisher offenbar nicht gekommen.

## Konstruktion

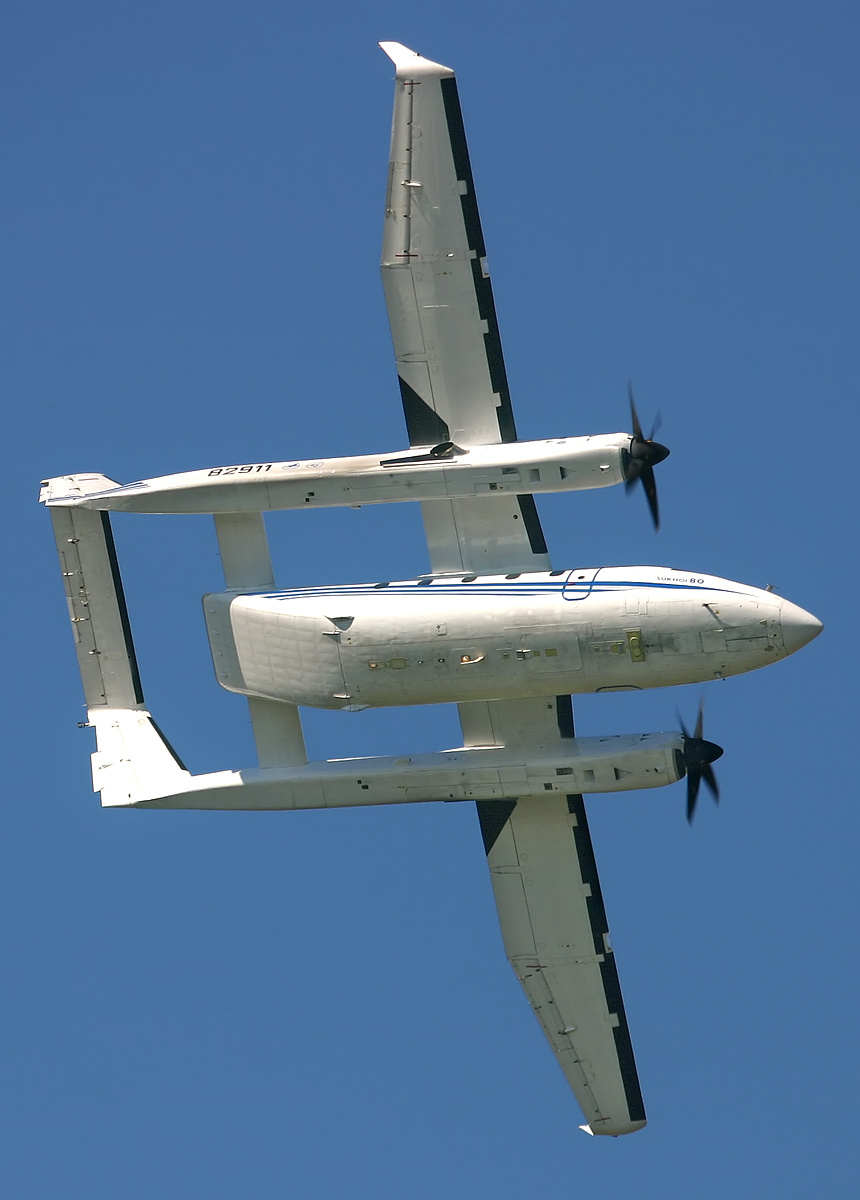
Su-80 auf der MAKS 2005

Die Auslegung der Maschine ähnelt sehr stark Burt Rutans Advanced Technology Tactical Transport bzw. der Rockwell OV-10, d. h., sie besitzt drei auftriebserzeugende Flächen, von denen die beiden vorderen die zwei Leitwerksträger mit der Rumpfoberfläche verbinden. In den beiden Leitwerksträgern befindet sich je eine Wellenturbine. Sowohl das 3000 WPS starke TWD-1500 als auch das 1750 WPS starke General Electric CT7-9B waren als Antrieb vorgesehen. Die beiden Seitenleitwerke sind durch ein gemeinsames Höhenruder verbunden. Der strömungsgünstige Rumpf bietet z. B. Platz für 30 Passagiere und ist mit einer sog. „Biberschwanz“-Heckklappe ausgerüstet, die eine bequeme Ver- und Entladung von Lasten ermöglicht.

## Versionen

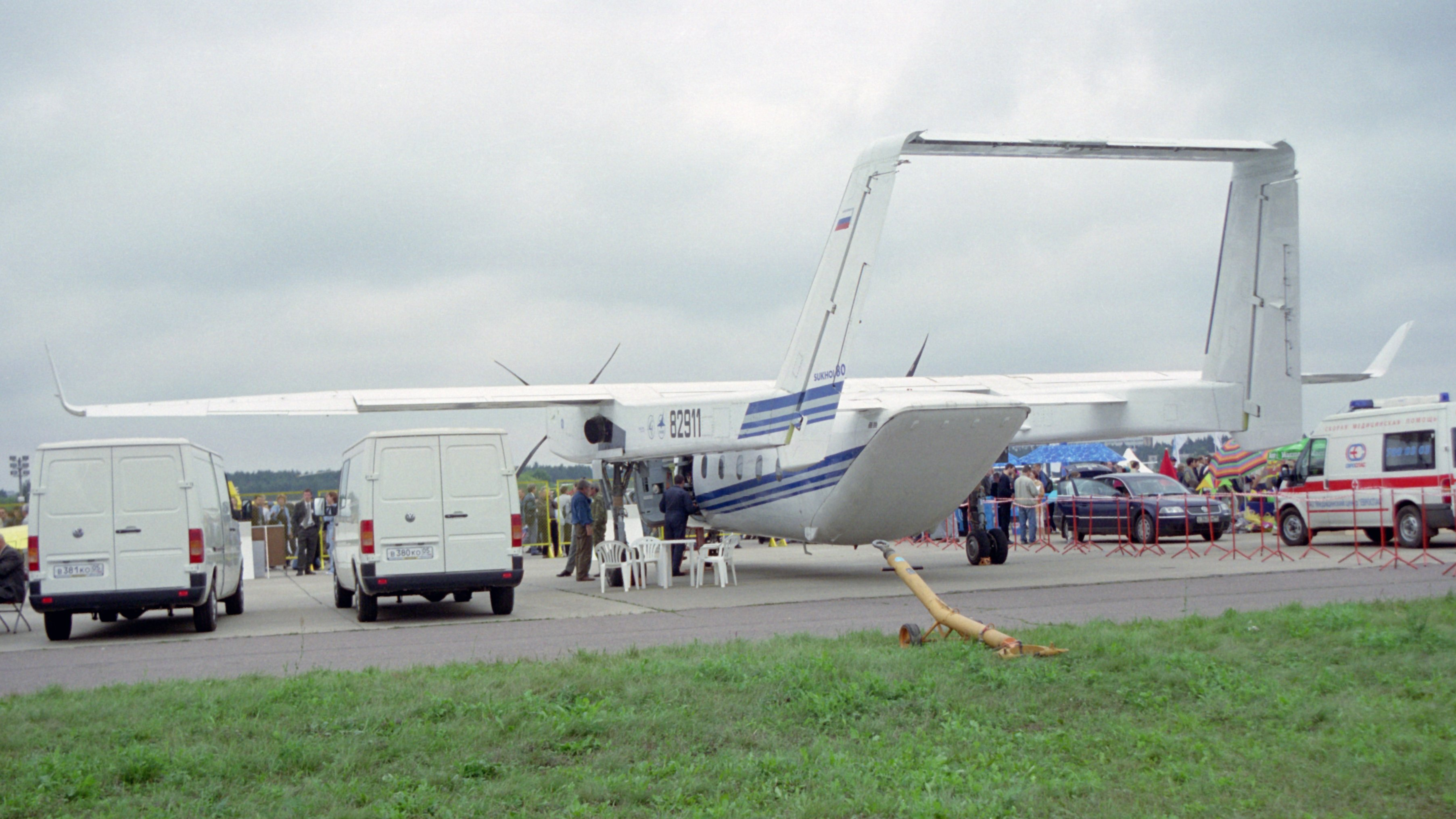
Su-80GP, MAKS 2003

- S-80PC (Su-80GP) – kombiniertes Passagier-/Frachtflugzeug
- S-80TC – leichter Truppentransporter
- S-80A – Ambulanzflugzeug
- S-80F – Suchflugzeug zum Auffinden von Fischschwärmen
- S-80PT – (patrol transport) für die russische Grenzwacht. Sie kann mit MG-Behältern, ungelenkten Raketen und Kurzstrecken-Luft-Luft-Raketen unter den Flügeln ausgerüstet werden. Im Bug befindet sich ein Überwachungsradar.
- S-80GE – Träger für geologische Ausrüstungen
- Su-80GP-100 – Transporter

## Allgemeine Daten – Su-80GP

Dreiseitenriss

| Kenngröße             | Daten                                         |
| --------------------- | --------------------------------------------- |
| Baujahr               | 2001                                          |
| Hersteller            | KnAAPO in Komsomolsk am Amur                  |
| Konstrukteur          | Suchoi                                        |
| Besatzung             | 2                                             |
| Passagiere            | 30                                            |
| Länge                 | 18,26 m                                       |
| Spannweite            | 23,18 m                                       |
| Höhe                  | 5,74 m                                        |
| Flügelfläche          | 44,36 m²                                      |
| Flügelstreckung       | 12,1                                          |
| Nutzlast              | 3.300 kg                                      |
| max. Startmasse       | 14.200 kg                                     |
| Reisegeschwindigkeit  | 470 km/h                                      |
| Höchstgeschwindigkeit |                                               |
| Dienstgipfelhöhe      | 7.600 m                                       |
| Reichweite            | 1.300 km mit 30 Passagieren                   |
| Triebwerke            | 2 × Propellerturbinen General Electric CT7-9B |
| Leistung              | 2 × 1.750 WPS                                 |